# 小行星23062
小行星23062（23062 Donnamooney）是一颗绕太阳运转的小行星，为主小行星带小行星。该小行星于1999年12月发现。

## 轨道参数
小行星23062的轨道半长轴为358 292 359 km，2.3950024 UA，离心率为0.146。